# 索拉敦鎮區 (北卡羅萊納州斯托克斯縣)
索拉敦鎮區（英語：Sauratown Township）是位於美國北卡羅萊納州斯托克斯縣的一個鎮區。

## 地方資料
索拉敦鎮區的面積為110.59平方千米，皆為陸地。根據2020年美國人口普查的數據，當地共有人口5164人，而人口密度為每平方千米46.69人。